# Lidový tanec

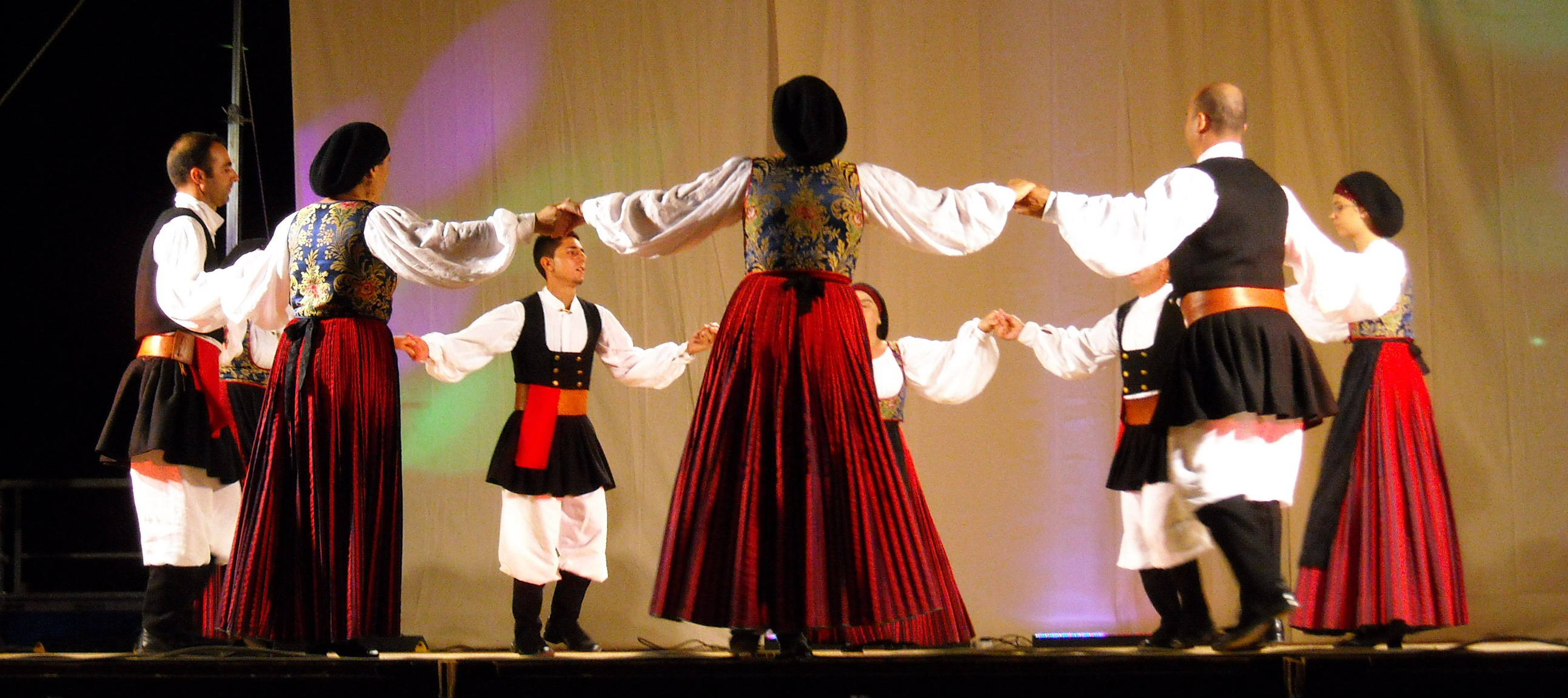
Sardinský tanec ballu tundu

Lidový tanec (někdy též etnický tanec nebo tradiční tanec) je jeden z folklórních projevů, jde o druh tance, který se zrodil v nižších (lidových) vrstvách v předindustriální nebo raně industriální společnosti, a to k zábavě (rituální tance se do kategorie obvykle nepočítají). Tance nižších a vyšších vrstev se nicméně v dějinách vzájemně ovlivňovaly. Lidové tance vznikaly na vesnici (někdy se nazývají selské) i ve městech (cechovní tance, dělnické ad.). Typickým rysem lidových tanců bylo, že se nijak speciálně nevyučovaly a lidé se je učili přímo při slavnostech napodobováním, při němž byla tolerována i značná chybovost pohybu. Naopak tance aristokratické a vyšší měšťanské společnosti se musel před vstupem do společenského života jedinec naučit, aby nevyvolal ve společnosti pohoršení. Přestože i v současnosti řada tanců vzniká spontánně a v nižších vrstvách (např. hip hop), obvykle se za lidové už neoznačuje, tento pojem je vyhrazen tancům vzniklým před 20. stoletím. Pro "nové lidové tance" se často užívá pojmu "pouliční tanec" (street dance).

## Česká tradice

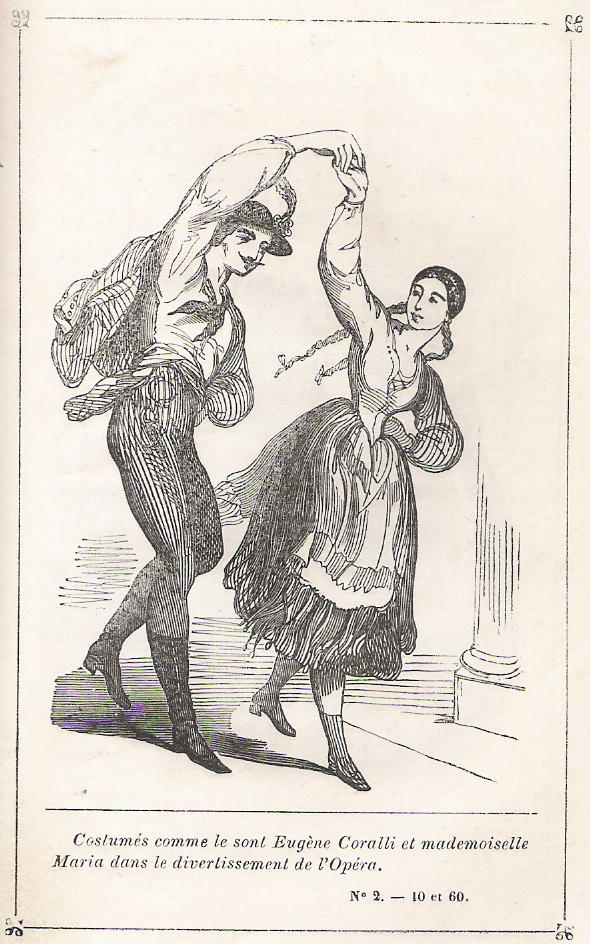
Polka

Většina tanců, které dnes nazýváme lidové, vznikla (patrně) relativně nedávno, v 17. a 18. století. O starších tancích si nedokáží odborníci udělat konkrétnější představu, neboť o nich neexistují písemné záznamy, šlo o téma, které doboví kronikáři či spisovatelé považovali za podružné. Existují jen kusé zprávy - například Petr Žitavský se ve Zbraslavské kronice zmiňuje o tanci zvaném tripudium, který měl být "skočný". Žitavský též zmiňuje cechovní tance, které příslušníci cechů tančili s meči při korunovaci krále Jindřicha Korutanského. V 16. století se kroniky zmiňují o tanci zvaném kotek a o tom, že byl zakazovaný některými městskými řády jako neslušný, ale není jasné, jak tanec vypadal. Představu o tancích ze 17. a 18. století v českých zemích si můžeme udělat díky tzv. guberniálnímu sběru, který nařídila rakouská vláda v roce 1819. Předpokládá se, že některé navazují na starší tradice, které by mohly vést až k pohanským rituálům (zejména u tanců, kde se skáče, jako odzemek, hajduch, verbuňk, vovčáská, proti tomu točivé párové tance, jako sedlácká nebo danaj, patrně vznikly později a jejich funkce již byla zřejmě spíše sociální). Velký zájem budily lidové tance v obrozeneckých kruzích, které hledaly tanec, který by nebyl tak "germánský" jako valčík. Takto byla vyzdvižena polka, navzdory svému názvu většinou etnologů považovaná za originální český tanec, a zformován byl celý taneční cyklus zvaný česká beseda (její součástí je hned několik dalších lidových tanců: kalamajka, obkročák, andulka ad.), stejně tak obrozenci proti valčíku nasadili tradice z jiných slovanských zemí jako polonézu nebo mazurku. Po druhé světové válce se tyto tance pokusila obnovit či zrekonstruovat folklórní sdružení.

## Evropa
V Irsku a Skotsku byl typickým lidovým tancem barn nebo ceili, v Anglii Morris dance, v Katalánsku ball de bastons nebo jota, v Bulharsku například pravo nebo pjaduško, po celém Balkáně se tančila hora nebo kolo, v Portugalsku a Španělsku je to fandango a flamenco, v Itálii tarantella a pizzica, na Sardinii ballu tundu, v Polsku krom polonézy a mazurky je to oberek, kujawiak nebo krakowiak, v Maďarsku verbuňk.